# New American Cyclopædia

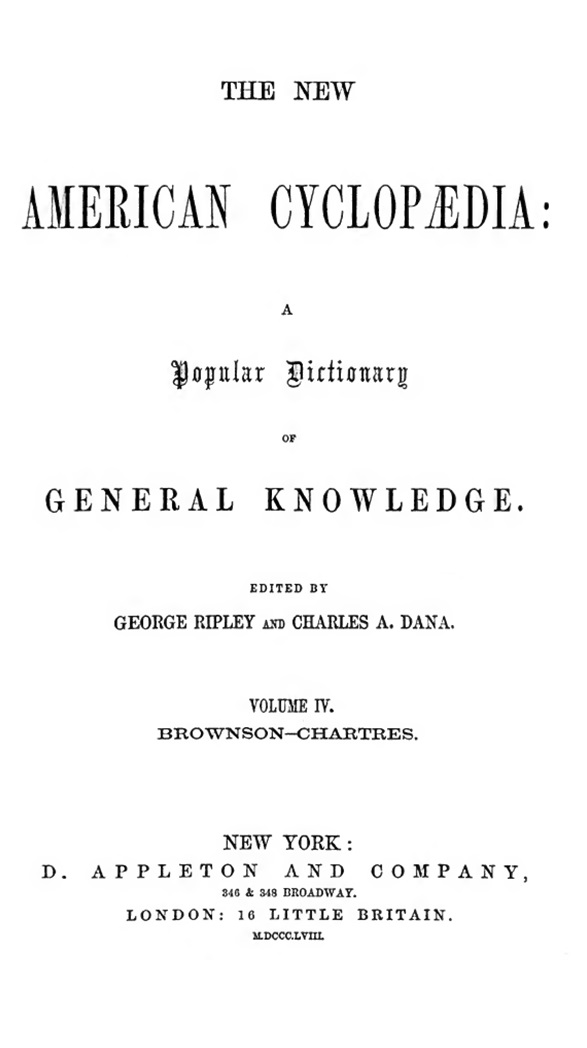
Bd. 4 der New American Cyclopædia. Ausgabe 1858

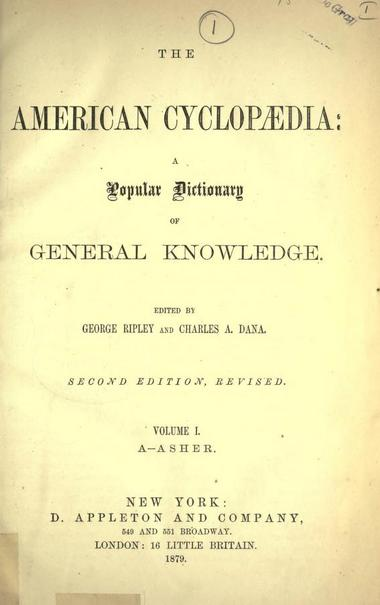
Bd. 1 der American Cyclopaedia. Ausgabe 1879

The New American Cyclopædia ist eine US-amerikanische Enzyklopädie, die 1858 bis 1863 in 16 Bänden von den beiden Hauptautoren George Ripley und Charles Anderson Dana im New Yorker Verlag D. Appleton & Company herausgebracht wurde. Die Einträge in die Enzyklopädie behandeln als einen Schwerpunkt die Vereinigten Staaten.

## The American Cyclopædia
Nach dem Ende des Amerikanischen Bürgerkrieges, also ab 1866, wurde die Enzyklopädie aktualisiert und überarbeitet. 1873 erschien die revidierte illustrierte Fassung unter dem Namen The American Cyclopædia.
| Band      | von        | is         |
| --------- | ---------- | ---------- |
| Volume 1  | A          | Asher      |
| Volume 2  | Ashes      | Bol        |
| Volume 3  | Bolan Pass | Carmine    |
| Volume 4  | Carmona    | Coddington |
| Volume 5  | Code       | Demotica   |
| Volume 6  | Dempster   | Everett    |
| Volume 7  | Evesham    | Glascock   |
| Volume 8  | Glasgow    | Hortense   |
| Volume 9  | Hortensius | Kingslake  |
| Volume 10 | Kinglet    | Magnet     |
| Volume 11 | Magnetism  | Motril     |
| Volume 12 | Mott       | Pales      |
| Volume 13 | Palestine  | Printing   |
| Volume 14 | Prior      | Shoe       |
| Volume 15 | Shomer     | Trollope   |
| Volume 16 | Trombone   | Zymosis    |

## Mitarbeiter (Auswahl)
Zu den 364 Autoren der Einträge für die Enzyklopädie zählen:
| - Charles Allen - Samuel G. Arnold - Alexander Dallas Bache - William Bross - George Bancroft - Benjamin Fordyce Barker - John Russell Bartlett - Gunning S. Bedford - Jeremiah S. Black - George S. Blake - Lorin Blodget - Edmund March Blunt - Dion Boucicault - Orestes Brownson - B. Gratz Brown - George Bush - Charles P. Daly | - James Dwight Dana - Richard Henry Dana, Jr. - Charles Henry Davis - Adolph Douai - John William Draper - Lyman C. Draper - Ralph Waldo Emerson - Friedrich Engels - Edward Everett - Horace Greeley - George Washington Greene - Joseph Henry - Henry William Herbert - Thomas Hill - Oliver Wendell Holmes, Sr. - James Russell Lowell | - Karl Marx - Charles Nordhoff - Henry Steel Olcott - Frederick Law Olmsted - Theophilus Parsons - Rafael Pombo - Hermann Raster - William H. Seward - Charles Sprague - Henry Brewster Stanton - Rose Terry Cooke - Thomas Thayer - Alexander Thayer - John Reuben Thompson - Richard Grant White - Sidney Willard - Edward L. Youmans |